# إدي سميث (دراج)
إدي سميث (بالإنجليزية: Eddie Smith)‏ هو دراج أسترالي، ولد في 17 سبتمبر 1926 في كانبرا في أستراليا، وتوفي في 4 يوليو 1997.

## وصلات خارجية
- إدي سميث على موقع أرشيف الدراجات (الإنجليزية)
- إدي سميث على موقع إحصائيات الدراجات الإحترافية (الإنجليزية)